# معركة ألامو (فلم)
ألامو أو معركة ألامو (بالإنجليزية: The Alamo) هو فيلم حرب أمريكي أنتج عام 2004، يتحدث عن معركة ألامو التي وقعت خلال ثورة تكساس. والفيلم من إخراج جون لي هانكوك، وإنتاج كل من رون هوارد وبراين جرازير ومارك جونسون، ومن توزيع شركة توتشستون بيكشرز.

## طاقم التمثيل
- دنيس كايد (في دور: سام هيوستن)
- بيلي بوب ثورنتون (في دور: ديفد كروكيت)
- جايسون باتريك (في دور: جيمس باوي)
- باتريك ويلسون (في دور: ويليام باريت ترافيس)
- إميليو اتشيفاريا (في دور: أنطونيو لوبيز دي سانتا أنا)
- جوردي مولا (في دور: خوان سيغان)
- ليون ريبي (في دور: الرقيب ويليام وارد)
- توم ديفيدسون (في دور: العقيد قرين جيمسون)
- مارك بلوكاس (في دور: جيمس بونهام)
- روبرت برينتيس (في دور: ألبرت غرايمز)
- كيفن بيج (في دور: ميكاجاه أوتري)
- جو ستيفنز (في دور: ميال سكارلوك)
- ستيفن بروتون (في دور الملازم ألميرون ديكنسون)
- لورا كليفتون (في دور: سوزانا ديكنسون)
- ريكاردو تشافيرا (في دور: خوسيه غريغوريو إسبارسا)
- إيميلي ديشانيل (في دور روزانا ترافيس)
- براندون سميث (في دور المقدم: جيمس نيل)
- دبليو إيرل براون (في دور: ديفيد بيرنت)
- توم إيفريت (في دور: موسلي بيكر)
- رانس هوارد (في دور: حاكم تكساس هنري سميث)
- ستيوارت فينلي ماكلينن (في دور: جيمس قرانت)
- كاستولو غيرا (في دور: الجنرال مانويل فرنانديز كاستريلون)
- فرانسيسكو فيلبرت (في دور: الجنرال مارتن دي كوس)
- فلافيو هينوجوسا (في دور: العقيد خوان ألمونت)
- مايكل كرابتري (في دور: ديف سميث)
- روثرفورد كريفنز (في دور: السيد سميث)
- ديمون كلارك (في دور: السيد جونز)
- ناثان برايس (في دور: تشارلي ترافيس)

## روابط خارجية
- مقالات تستعمل روابط فنية بلا صلة مع ويكي بيانات